# Râul Beliș
Râul Beliș sau Râul Beleș este un râu afluent al Someșului Cald. 